# Henry Herbert Donaldson

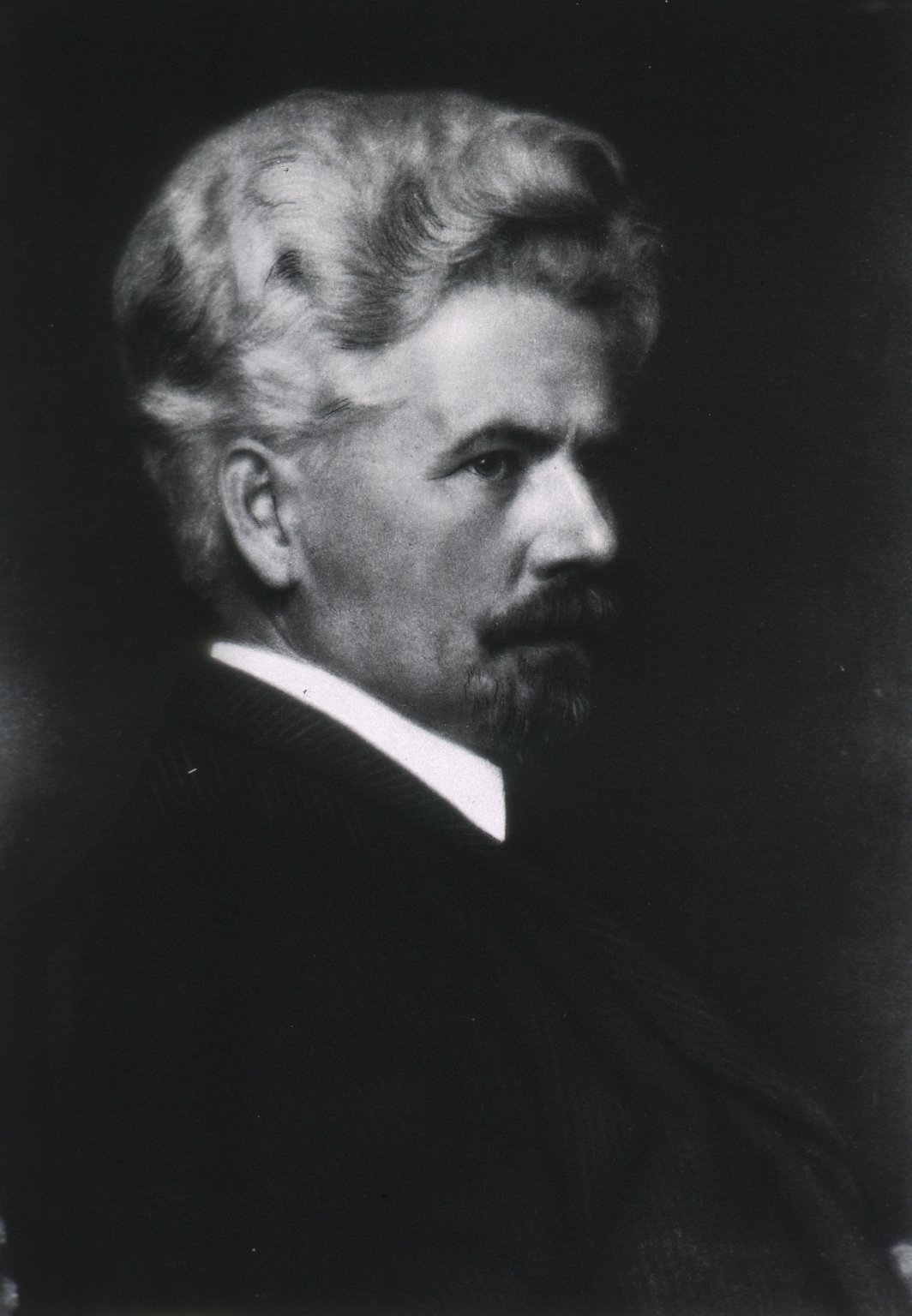
Henry Herbert Donaldson

Henry Herbert Donaldson (ur. 20 kwietnia 1857 w Yonkers, zm. 23 stycznia 1938 w Filadelfii) – amerykański neurolog.
Syn Johna Josepha Donaldsona i Louisy Goddard (McGowan). Od 1880 do 1881 studiował w College of Physicians and Surgeons in New York, potem zmienił kierunek studiów na biologię na Johns Hopkins University. W 1886 wyjechał do Europy, gdzie uczył się u Forela w Zurychu i Guddena w Monachium, u Meynerta w Wiedniu i Golgiego w Padwie. 
W 1937 pełnił funkcję przewodniczącego American Neurological Association.
W 1884 ożenił się z Julią Desboro Vaux (zm. 1894). Mieli dwóch synów: Normana Vauxa i Johna Calverta. Z drugiego małżeństwa, zawartego w 1907 z Emmą Brace, nie miał dzieci.
Zmarł z powodu zapalenia płuc powikłanego niewydolnością serca.
Donaldson upowszechnił stosowanie albinotycznych szczurów Wistar jako modeli w badaniach nad fizjologią i anatomią ssaków.